# Толанд, Дэвид
Дэвид Толанд (англ. David Toland; род. 4 мая 1977) — американский государственный и политический деятель. С 2019 года занимает должность руководителя департамента торговли Канзаса, а с 2021 года является вице-губернатором этого штата.

## Ранний период жизни и образование
Уроженец Канзаса в седьмом поколении, вырос в Айоле. Получил степень бакалавра гуманитарных наук в области политологии и магистра государственного управления в Канзасском университете.

## Карьера
Ранее работал в правительстве округа Колумбия в Управлении планирования и экономического развития, предоставляющим услуги в сфере недвижимости, а также занимал должность председателя и генерального директора общественной организации по улучшению здоровья и экономического развития, базирующейся в Айоле, штат Канзас.

### Руководитель департамента торговли
11 января 2019 года губернатор Канзаса Лора Келли объявила, что назначит Дэвида Толанда руководителя департамента торговли Канзаса после инаугурации 14 января 2019 года. Был утвержден на эту должность Сенатом Канзаса 1 апреля 2019 года 23 голосами «за», а 14 было «против». Получил поддержку всех 11 сенаторов-демократов, 11 республиканцев и единственного независимого представителя Сената.
После утверждения на должности, курировал восстановление международного отдела штата в департаменте. Также участвовал в переговорах со штатом Миссури о прекращении «пограничной войны» в метрополитенском ареале Канзас-Сити, расположенном между двумя штатами. Также курировал восстановление программы Kansas Main Street в созданном отделе общественного развития департамента.
В течение 2020 года Дэвид Толанд работал над развитием предприятия Schwan’s Company в Салине, успешным привлечением распределительного центра Urban Outfitters стоимостью 400 миллионов долларов США в округе Уайандотт и двух новых распределительных центров Amazon в Парк-Сити и Канзас-Сити. В 2020 году группы экономического развития департамента торговли привлекли капиталовложения на сумму более 2,5 миллиардов долларов США, что является самым высоким уровнем новых капитальных вложений в истории штата. Канзас был награжден премией «Gold Shovel» журнала Area Development Magazine, а также Канзас был признан журналом Site Selection Magazine штатом с лучшим деловым климатом на западе и севере центральной части США.

### Вице-губернатор Канзаса
14 декабря 2020 года губернатор Лора Келли объявила, что Дэвид Толанд будет занимать должность вице-губернатора Канзаса после того, как Линн Роджерс вступила в должность казначея Канзаса 2 января 2021 года. Он стал одновременно исполнять обязанности руководителя департамента торговли и вице-губернатора.

## Личная жизнь
Женат, имеет двоих детей.